# Wahlwerbespot
Wahlwerbespots (in Österreich: Belangsendungen) im Fernsehen, mit geringerer Bedeutung auch in Hörfunk oder Kino, sind Teil der Wahlwerbung von Parteien. Im Bereich des Rundfunks sind sie in Deutschland rechtlich eng reguliert, aber auch privilegiert: So muss bei der Zuteilung der Sendezeiten der Gleichheitsgrundsatz des Parteiengesetzes beachtet werden. In öffentlich-rechtlichen Sendern erfolgt die Ausstrahlung kostenlos, private Sender dürfen den Parteien nur die Selbstkosten berechnen. Die Wahlwerbespots werden außerhalb der Verantwortung der jeweiligen Sender ausgestrahlt.

## Geschichte und Bedeutung
Wahlwerbespots in Kinos wurden erstmals kurz vor der Zeit des Nationalsozialismus (in Deutschland) ausgestrahlt (Nationalsozialistische Filmpolitik). Fernseh-Wahlwerbespots in der heute bekannten Form wurden erstmals vor der US-Präsidentschaftswahlkampf 1952 von Dwight D. Eisenhower eingesetzt. In Deutschland wurden den Parteien erstmals zur Bundestagswahl 1957 Wahlsendezeiten zur Verfügung gestellt.
Wegen der Reichweiten- und Wirkungsstärke des Mediums Fernsehen werden Wahlwerbespots im öffentlich-rechtlichen Rundfunk inzwischen von der Mehrzahl der berechtigten Parteien eingesetzt, weil hier keine Ausstrahlungskosten anfallen. In den vier Wochen vor der Bundestagswahl 2002 sendeten ARD/Das Erste und ZDF 123 Spots mit einer Gesamtdauer von 225 Minuten. Da die 20-Uhr-Werbegrenze für die Parteienspots nicht gilt, wurden 124 Minuten im ansonsten werbefreien Abendprogramm ausgestrahlt, was einen erhöhten Aufmerksamkeitswert bedeutet. Allein diese abendlichen Wahlwerbespots entsprachen nach sonst üblichen Tarifen einem Wirtschaftswert von 8,2 Millionen Euro. Im selben Wahlkampf strahlten die sechs bundesweiten Privatsender 305 Spots mit einer Gesamtdauer von 202 Minuten. Die verbreitet angewandte Regelung, dass die Parteien hier 35 Prozent der üblichen Mediatarife tragen müssen, führte offenbar zum Einsatz deutlich kürzerer Werbespots sowie zum Verzicht vieler Parteien auf die angebotenen Sendezeiten.
Bei der Bundestagswahl 2005 nahmen 24 von 32 antretenden Parteien die Sendemöglichkeit im öffentlich-rechtlichen Fernsehen in Anspruch. SPD und CDU erhielten dabei sowohl in ARD wie in ZDF je 8 Sendeplätze; Grüne, FDP und CSU je 4, die Linke 3 und alle übrigen Parteien zwei Sendeplätze auf jedem der beiden Sender.

## Rechtsgrundlagen
Wegen der rundfunkrechtlichen Länderzuständigkeit und des dualen Rundfunksystems sind die Wahlwerbespots in Deutschland durch eine Vielzahl von Rechtsnormen geregelt. Für die Anstalten der ARD sind die Landesrundfunkgesetze maßgeblich. Hier sehen zum Beispiel Artikel 4 (2) 2 des Bayerischen Rundfunkgesetzes bereits seit August 1948 und Paragraph 3 Pkt. 6 Hessisches Rundfunkgesetz seit Oktober 1948 eine Gewährung von Sendezeit vor. Die übrigen Bundesländer bis auf Bremen verankerten später ähnliche Regelungen, Berlin allerdings erst bei Gründung des RBB im Jahr 2002 durch § 8 (2) des Staatsvertrags über die Errichtung einer gemeinsamen Rundfunkanstalt der Länder Berlin und Brandenburg und lediglich als „Kann“-Bestimmung. In der Vorläuferanstalt SFB war die Ausstrahlung umstritten gewesen. Einzig für Radio Bremen gilt bis heute keine entsprechende Vorgabe.
Für das ZDF regelt Paragraph 11 des ZDF-Staatsvertrags den grundsätzlichen Sendezeitanspruch:
„Parteien ist während ihrer Beteiligung an den Wahlen zum Deutschen Bundestag angemessene Sendezeit einzuräumen, wenn mindestens eine Landesliste für sie zugelassen wurde. Ferner haben Parteien und sonstige politische Vereinigungen während ihrer Beteiligung an den Wahlen der Abgeordneten aus der Bundesrepublik Deutschland für das Europäische Parlament Anspruch auf angemessene Sendezeit, wenn mindestens ein Wahlvorschlag für sie zugelassen wurde.“
Für den bundesweit verbreiteten privaten Rundfunk trifft § 42 (2) Rundfunkstaatsvertrag eine nahezu gleichlautende Regelung, unterscheidet sich vom Text im ZDF-Staatsvertrag aber durch die zweimalige Einfügung „gegen Erstattung der Selbstkosten“. Zudem haben die Landesmedienanstalten gemeinsam eine Handreichung zur Umsetzung der Vorschrift herausgegeben. Sie ist unverbindlich, beschreibt aber die Rechtsauffassungen der Behörden. Wegen der besonderen Situation des privaten Rundfunks in Bayern, der laut Verfassung ebenfalls in öffentlich-rechtlicher Trägerschaft zu führen ist, sind Ausführungsvorschriften hier als einzigem Bundesland in Form einer Satzung niedergelegt.
Wenn Parteien nicht im gesamten Wahlgebiet an einer Wahl teilnehmen, also nur mit einzelnen Listen oder Direktkandidaten antreten, unterscheiden sich die einzelnen landesrechtlichen Regelungen zum Sendezeitanspruch sehr stark: So entsteht der Anspruch auf Sendezeit zum Beispiel durch § 36 (2) Landesmediengesetz Nordrhein-Westfalen bei Teilnahme in einem Sechstel der Wahlkreise. Im Gebiet des NDR werden nach § 15 NDR-Staatsvertrag die Hälfte der Wahlkreise vorausgesetzt, in Bayern genügt die Zulassung eines Wahlvorschlags einer Partei oder Wählergruppe, das Hessische Rundfunkgesetz beschränkt den Anspruch in § 3 Satz 6 auf Parteien mit Vorschlägen in allen Wahlkreisen.

## Rechtsprechung und Kontroversen
Die der Ausstrahlung zugrundeliegenden Rechtsnormen befreien die Rundfunksender von der inhaltlichen Verantwortung für die Inhalte der Wahlwerbespots, lassen aber eine Ablehnung offenkundig rechtswidriger Beiträge zu. Zudem unterliegt die Umsetzung des Gleichbehandlungsgebots der gerichtlichen Nachprüfung. Dies hat mehrfach zu Rechtsstreitigkeiten zwischen den Anstalten und Parteien geführt.

### Benachteiligung nicht-etablierter Parteien
Das Bundesverfassungsgericht befasste sich erstmals 1957 mit Wahlwerbespots, als der „Bund der Deutschen, Partei für Einheit, Frieden und Freiheit“ Verfassungsbeschwerde gegen den NDR erhoben hatte, weil ihm keine Sendezeiten eingeräumt worden. Das Gericht entschied nach damaliger Rechtslage, dass dem NDR die Ausstrahlung von „Wahlpropaganda“ zwar freigestellt sei, er diese aber jedenfalls nicht allein auf die im Bundestag vertretenen Parteien beschränken dürfe. Die Verweigerung von Sendezeiten gegenüber einzelnen politischen Parteien, deren Landeslisten zugelassen sind, verletze das Grundgesetz. Diese Entscheidung hatte Bindungswirkung auch für die übrigen Landesrundfunkanstalten. Das Gericht bekräftigte seine Haltung 1962 aus Anlass einer Verfassungsbeschwerde der FDP gegen den Westdeutschen Rundfunk, ließ aber gleichzeitig eine Differenzierung zu: Es stellte fest, dass es sich mit dem Grundsatz der gleichen Wettbewerbschancen vertrage, „die jeweilige Bedeutung der politischen Parteien bis zu einem gewissen Grade bei der Bemessung der Sendezeiten zur Wahlpropaganda in Rechnung stellen.“

### Verfassungsfeindliche Aussagen
Nach Parteistreitigkeiten zur konkreten Aufteilung der Sendeplätze verlagerten sich die Auseinandersetzungen in jüngerer Zeit auf die inhaltliche Gestaltung der Beiträge und das Recht der Anstalten, diese abzulehnen. Das Bundesverfassungsgericht entschied 1978 über drei Verfassungsbeschwerden, die zu unterschiedlichen Sachverhalten von KPD/ML, KBW und KPD eingereicht worden waren. Hier ging es erstmals um die Frage, ob eine inhaltliche Prüfung der Sender auf strafbare Inhalte stattfinden darf. Das Bundesverfassungsgericht verneinte ein Zurückweisungsrecht allein wegen verfassungsfeindlicher Äußerungen innerhalb eines Beitrags, erklärte aber eine Ausstrahlungsverweigerung bei einem „evidenten und ins Gewicht fallenden Verstoß gegen allgemeine Normen des Strafrechts“ für zulässig. In einem der zugrundeliegenden Fälle hatte der WDR den Hörfunk-Spot unter anderem deshalb zurückgewiesen, weil er den Satz enthielt: „Wenn wir uns an den Wahlen beteiligen, dann wollen wir Ihnen beweisen: das bürgerliche Parlament ist eine korrupte Schwatzbude, die, wie Lenin sagte, nichts anderes verdient, als von den revolutionären Volksmassen auseinandergejagt zu werden.“

### Strafbare Inhalte
Im Vorfeld der Europawahl 1984 hatte die Deutsche Zentrumspartei einen Wahlwerbespot eingereicht, der sich gegen das geltende Abtreibungsrecht richtete und nach Ansicht von WDR und Verwaltungsgericht Köln „das rechtsstaatliche System der Bundesrepublik Deutschland mit Unrechtssystemen wie dem NS-Staat gleichsetzt und als Beschimpfung der verfassungsmäßigen Ordnung der Bundesrepublik Deutschland den Tatbestand des § 90 a Abs. 1 Nr. 1 StGB erfüllt“ (vgl. Verunglimpfung des Staates und seiner Symbole). Das Bundesverfassungsgericht befasste sich in seiner Eilsachenentscheidung nicht eingehend mit dieser inhaltlichen Bewertung, äußerte aber „erhebliche Bedenken“ und stellte in der Eilsache letztlich fest, dass die Partei einen anderen, bereits verwendeten und unbeanstandeten Spot senden könne. Im späteren Hauptsacheverfahren konkretisierte das Bundesverfassungsgericht seine Entscheidungen von 1978 und engte den Ermessensspielraum der Rundfunkanstalten ein, wann ein evidenter und ins Gewicht fallender Verstoß gegen Strafnormen zu sehen ist: „Die Bedeutung von Wahlkämpfen für den demokratischen Prozeß gebietet dabei eine Auslegung der Strafvorschriften, die jedenfalls bei Werturteilen über Vorstellungen und Haltungen konkurrierender politischer Parteien und Gruppierungen einen robusteren Sprachgebrauch zuläßt als etwa bei Meinungsäußerungen über Personen. Auch weiß der Bürger in einer freiheitlichen Demokratie den Sprachgebrauch bei Wahlkämpfen einzuordnen.“

### Spaßparteien
Jugendschutzaspekte wurden vom WDR und ZDF angeführt, als sie einen Spot der Anarchistischen Pogo-Partei Deutschlands zur Bundestagswahl 2005 zurückwiesen, in dem nach einer Beschreibung des Stern „Menschen Bier trinken, Hundefutter essen, sich gegenseitig Bierdosen auf den Kopf schlagen und mit einer Axt einen Computer traktieren“. Die Partei rief die Verwaltungsgerichte und schließlich das Bundesverfassungsgericht an, nachdem ARD und ZDF nur nach Kürzungen zur Ausstrahlung bereit waren. Die Partei konnte zunächst eine einstweilige Verfügung des Oberverwaltungsgerichts Münster gegen den WDR als für die ARD federführende Anstalt erreichen, unterlag gegen das ZDF aber vor dem Oberverwaltungsgericht Rheinland-Pfalz in Koblenz. Ebenfalls bei der Bundestagswahl 2005 versteigerte die Spaßpartei DIE PARTEI die Wahlsendezeit zunächst für 14.000 Euro auf einer Internet-Auktionsplattform und kaufte sie dann zurück, weil eine Billigfluglinie 25.000 Euro dafür bot, im Wahlwerbespot platziert zu werden. Die Wahlsendung wurde dann tatsächlich in der Corporate Identity der Fluglinie gestaltet und nahm zahlreiche parodistische Bezüge auf sie.

### Agitation gegen Minderheiten
Im Vorfeld der Hessischen Landtagswahl 2008 lehnte der Hessische Rundfunk die Ausstrahlung eines Wahlwerbespots der NPD ab, der unter anderem die Forderungen nach einer „Streichung der Zuschüsse für jüdische Gemeinden, Streichung der Fördergelder für Migration und Integration, Ausweisung aller kulturfremden Ausländer“ enthielt und nach Ansicht der Anstalt eine strafrechtlich sanktionierte Volksverhetzung bedeutete. Das erstinstanzlich entscheidende Verwaltungsgericht lehnte eine einstweilige Verfügung gegen den HR ab, die NPD obsiegte aber vor dem Hessischen Verwaltungsgerichtshof, der sich auf die Rechtsprechung des Bundesverfassungsgerichts bezog die nach Ansicht des VGH „den Intendanten bei der Prüfung der von den Parteien in eigener Verantwortung und lediglich mit den technischen Mitteln des Senders auszustrahlenden Werbespots von Verfassungs wegen eine deutliche Zurückhaltung auferlegt, die nur bei evidenter, handgreiflicher Strafbarkeit eine Zurückweisung zulässt.“